# 北10線
北10線 興化店－楓子林，是位於新北市的一條鄉道，西起新北市淡水區興化店，東至新北市三芝區楓子林，全長5.617公里。

## 路線說明
新北市
- 淡水區：興化店（起點，興仁路[3]岔路）→ 楓林路 →（區界）→
- 三芝區：楓林路 → 楓子林（終點，北12線岔路）

## 歷史沿革
| 北10線歷史沿革 | 北10線歷史沿革                             | 北10線歷史沿革                             |
| 年代           | 本編號沿革                                 | 本路線沿革                                 |
| -------------- | ------------------------------------------ | ------------------------------------------ |
| 1961年         | 林子－海岸0.626km                          | 當時為北6線（興化店－北新莊5.198km）       |
| 1976年         | 原線解編，北10線改為淡水－糞箕湖4.600km    | 當時為北6線（興化店－北新莊5.198km）       |
| 1983年         | 原北10線改編為北4線；原北6線改編為北10線。 | 原北10線改編為北4線；原北6線改編為北10線。 |

## 交會公路
- 北12線